# Moritz Wagner
Pour les articles homonymes, voir Moritz Wagner (basket-ball) et Wagner.
Moritz Friedrich Wagner (né à Bayreuth le 3 octobre 1813 - mort à Munich le 30 mai 1887) est un explorateur, géographe, géologue, naturaliste, botaniste, zoologiste et ethnologue bavarois.
Il a voyagé en Afrique du Nord, aux Amériques et en Orient où il a réalisé des observations naturalistes et collecté des spécimens d'espèces. Il est l'auteur d'une théorie de l'évolution suivant laquelle l'isolation géographique joue un rôle prépondérant dans la spéciation des espèces. Il est le fondateur du musée d'ethnographie de Munich (1862) dont il a également été directeur. 

## Biographie
Moritz Friedrich Wagner, dont le père Lorenz Heinrich Wagner était enseignant, est né à Bayreuth (royaume de Bavière) le 3 octobre 1813 dans une famille modeste. Son frère, Rudolf Friedrich Johannes Heinrich Wagner (1805-1864), est un physiologiste et anatomiste allemand.
Il déménage à Augsbourg à l'âge de sept ans où il passe la majeure partie de sa jeunesse. Il s'intéresse très tôt à la nature et aux animaux. À l'âge de 12 ans il entreprend avec son frère Hermann un voyage à pied jusqu'à Zurich (600 km aller-retour), signe précurseur d'un intérêt certain pour les voyages.
Après avoir travaillé dans le commerce, notamment à Augsbourg, Nuremberg et Marseille, il étudie à partir de 1834 les sciences naturelles à Paris, Munich et Erlangen où il obtient son doctorat en 1838.
De 1836 à 1838 il voyage en Algérie, où il accompagne l'armée française au sein de laquelle il est nommé membre de la commission scientifique par l’intermédiaire du général Damrémont aux côtés de son ami Adrien Berbrugger. Il profite de la signature du Traité de la Tafna pour visiter la province de Mascara sous la protection de l’Émir Abd el-Kader. Ses récits de voyages publiés dans divers journaux lui valent une certaine notoriété.
De retour en royaume de Bavière, il fut brièvement éditeur de la Gazette d'Augsbourg. Déjà docteur en philosophie, ses lacunes en botanique et en géologie qu'il regretta durant son voyage algérien l'ont conduit à étudier la géologie à l'université de Göttingen de 1840 à 1842.
De 1842 à 1846, il voyage en Arménie et dans le Caucase aux frais de l'académie des sciences de Berlin pour laquelle il collecte des spécimens de plantes, d'animaux et de minéraux. Il visite en 1843 la région du Lac Sevan avec l'écrivain arménien Khatchatour Abovian avec lequel il effectue l'ascension du mont Aragats (4 095 m).
Pendant la révolution autrichienne de 1848, il écrit des articles dans des journaux libéraux et relate l'Insurrection viennoise d'octobre 1848.
En 1849 il visite l'Italie puis voyage en Asie Mineure, Perse et Kurdistan de 1850 à 1851 notamment dans la région du sud du Lac d'Ourmia.
De 1852 à 1855 il voyage avec Karl von Scherzer aux États-Unis, en Amérique centrale (Costa Rica, Nicaragua, San Salvador, Honduras et Guatemala) où il s’intéresse plus particulièrement aux phénomènes volcaniques et aux Antilles (Jamaïque, Haïti, Cuba et Saint Thomas). Il retourne en Amérique à l'invitation du roi Maximilien II de Bavière en 1857. Il explore la  province de  Chiriquí dans l'isthme de Panama en 1858 et les Andes en Équateur en 1859 où il s'intéresse particulièrement aux volcans Cotopaxi, Illiniza, Tungurahua, Capac-Urcu (Altar) et Chimborazo que lui avait recommandé, dans une dernière lettre, Alexander von Humboldt.
Lors de ses voyages, Moritz Wagner a collecté un nombre important de spécimens botaniques, zoologiques et minéraux qui ont enrichi les collections des muséums de Munich, Vienne et Paris. Parmi les seuls invertébrés il a rapporté plus de 10000 spécimens dont plus de 300 espèces nouvelles.
Si au cours de ses voyages Moritz Wagner a essentiellement produit un travail de vulgarisation destiné à un large public qui lui permettait également de financer ses voyages, il se consacre ensuite à un travail plus académique dans un but exclusivement scientifique. De retour de son dernier voyage, il est fait membre de l'Académie Allemande de sciences naturelles (Leopoldina) (1860), il est nommé professeur honoraire de géographie et d'ethnographie à l'Université de Munich (Ludwig-Maximillians) (1862), membre de l'académie bavaroise des sciences et directeur du musée d'ethnographie de Munich.
Basée sur ses observations, il publie sa théorie de l'évolution Die Darwin'sche Theorie und das Migrationsgesetz der Organismen (La théorie Darwinienne et la loi de migration des organismes) en 1868. Cette théorie fondée sur la migration des espèces et leur adaptation aux conditions locales et proche des idées de l'évolution de Lamarck fut critiquée par Charles Darwin et ses partisans. Elle reçut cependant le soutien de Karl Ernst von Baer, Friedrich Ratzel et du théologien David Strauss.
Il découvre les habitions préhistoriques sur pilotis des lacs de Bavière et en particulier celles du lac de Starnberg.
Malade des poumons et du larynx, il se suicide par arme à feu le 30 mai 1887 à Munich,. Il est inhumé au Alter Nordfriedhof de Munich.
Son dernier ouvrage, posthume, Die Entstehung der Arten durch Raumliche Sonderung (L'origine des espèces par séparation spatiale) a été publié en 1889 accompagné d'une nécrologie rédigée par son ami Karl von Scherzer.

## Théorie de l'évolution
Sur la base des observations qu'il a réalisé pendant ses voyages et en particulier de l'étude de la distribution de certains coléoptères, Moritz Wagner a établi une théorie de l'évolution qui considère que l'isolation géographique des espèces est la condition essentielle de la spéciation en interdisant notamment les hybridations. Ses travaux sur la répartition géographique des espèces sont antérieurs à ceux d'Alfred Russel Wallace (qui fut l'un de ses détracteurs) et Moritz Wagner doit être reconnu comme l'un des fondateurs de la zoogéographie. Il a par exemple été le premier à identifier les rivières comme barrières géographiques entre espèces semblables.
Bien que Moritz Wagner considérait sa théorie comme supportant le travail de Charles Darwin, il était considéré par ses contemporains darwinistes, tels  Ernst Haeckel et August Weismann (avec lequel il débattit des mécanismes de la spéciation), comme anti-darwiniste. Moritz Wagner soutenait que l'isolation géographique de deux populations était la condition nécessaire prédominante pour la spéciation. Darwin, qui a tout d'abord reconnu la théorie de Wagner mais qui considérait l'isolation comme un facteur mineur dans la spéciation au regard de la sélection naturelle, l'a ensuite totalement ignorée.
L'argument de Moritz Wagner considérant que l'isolation géographique joue un rôle dans la spéciation (spéciation allopatrique) a été repris et intégré dans une synthèse moderne de la théorie de l'évolution par Ernst Mayr. Le débat concernant l'importance relative de l'isolation géographique dans la spéciation reste ouvert, la reprise de l'argument de Wagner par Ernst Mayr (Médaille Darwin-Wallace (argent) 1958, Médaille Darwin 1984) faisant l'objet de critiques comme celles par exemple de James Mallet (Médaille Darwin-Wallace (argent) 2008).

## Héritage naturaliste

### Zoologie
Pendant la vingtaine d'années où Moritz Wagner a voyagé à travers le monde, celui-ci a collecté un nombre très important de spécimens botaniques et zoologiques. Il a plus particulièrement collectionné les insectes mais également des vertébrés, principalement des poissons. Bien qu'un nombre important ait été perdu durant les expéditions elles-mêmes ou pendant le voyage de retour, les spécimens initialement déposés au "Zoologische Staatssammlung München" et dans les collections de l'Institut de Physiologie et du Muséum de Zoologie de l'Université de Göttingen sont aujourd'hui hébergés par le Museum Koenig de Bonn. D'autres sont placés dans les collections des muséums de Berlin, Leyde, Paris et Vienne.

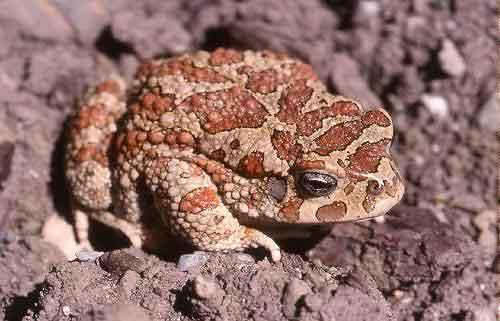
Amietophrynus mauritanicus (Schlegel, 1841)

La plupart des spécimens collectés par Moritz Wagner ont été identifiés par d'autres comme les zoologistes Arnold Adolph Berthold, Hermann Schlegel, Franz Steindachner, Wilhelm Ferdinand Erichson, Rudolf Kner, Wilhelm Peters, etc. De nouvelles espèces ont ainsi pu être décrites et certains spécimens servent de types pour certains noms de taxons. Cela est par exemple le cas pour Amietophrynus mauritanicus (Schlegel, 1841) décrit par Hermann Schlegel sous le nom bufo mauritanicus et dont l'holotype collecté par Moritz Wagner est conservé au "Rijksmuseum van Natuurlijke Historie" (Naturalis) de Leyde aux Pays-Bas.

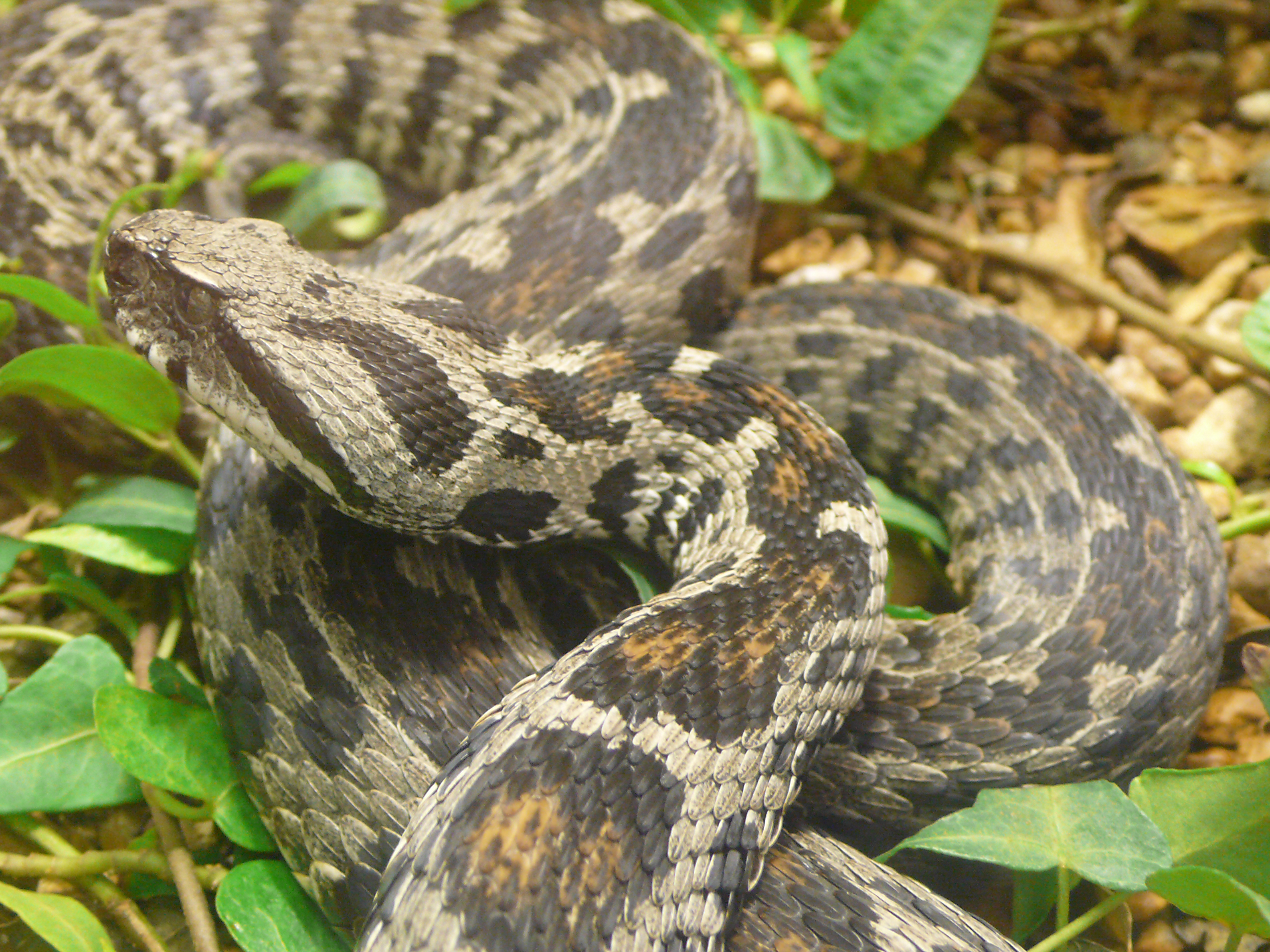
Montivipera wagneri

Certaines espèces ont été nommées en l'honneur de Moritz Wagner. Ces espèces couvrent un large spectre du règne animal comme les poissons avec Saccodon wagneri (es) Kner, 1863, les reptiles avec Montivipera wagneri (Nilson & Andrén, 1984) et Diaphorolepis wagneri Jan, 1863, les amphibiens avec Leptodactylus wagneri (Peters, 1862), les coléoptères avec Pachydema wagneri (sv) (Erichson, 1841), Erodius wagneri Erichson, 1841, Sepidium wagneri (en) Erichson, 1841, Dorcadion wagneri (en) Küster, 1846 et Compsus wagneri Harold, 1863, les crustacés (isopodes) avec Porcellio wagneri (sv) Brandt, 1841. Parmi les plantes on peut citer Papillaria wagneri (sv) Lorentz, 1864 et Salvia wagneriana (en) Polakowsky, 1877.
D'autres noms ne sont pas valides et sont des synonymes comme le poisson Pimelodus wagneri Günther, 1868 synonyme de Rhamdia quelen (es) (Quoy & Gaimard, 1824) ou l'hypnale Entodon wagneri Lorentz, 1864 synonyme d'Entodon pallidisetus (sv) Mitten, 1864.
Si les spécimens collectés par Moritz Wagner ont été principalement décrits par d'autres, il en a néanmoins décrit certains lui-même comme le lépidoptère Arctia dido (en) (Wagner, 1841) ou les sous-espèces de mammifères Vulpes vulpes atlantica (es) (Wagner, 1841) et Caracal caracal algira (es) Wagner, 1841.

### Géographie
Moritz Wagner, lors de son voyage à Panama en 1858, a été l'un des premiers à imaginer le tracé du Canal de Panama,.
Lors de son voyage en Arménie, Moritz Wagner a découvert la source ouest de l'Euphrate et il a été le premier avec Khatchatour Abovian à atteindre le sommet du mont Aragats (4 095 m) en 1843.

## Liste partielle de publications
Outre ses articles journalistiques, Moritz Wagner a publié des récits de voyage et des articles scientifiques de zoologie : 
- 1841 - Reisen in der Regentschaft Algier in den Jahren 1836, 1837 und 1838[5].
- 1847 - Der kaukasus und das Land der Kosaken. Leipzig.
- 1848 - Reise nach dem Ararat und dem Hochlande Armeniens[23].
- 1850 - Reise nach Kolchis und den deutschen Kolonien jenseit des Kaukasus[24].
- 1852 - Reise nach Persien und dem Lande der Kurden. Leipzig.
- 1854 - Reisen in Nordamerika in den Jahren 1852 und 1853[25].
- 1856 - Die Republik von Costa-Rica in Central-Amerika[26].
- 1861 - Beiträge zu einer Physisch-Geographischen Skisse des Isthmus von Panamà[21].
- 1862 - Eine Reise in das Innere der Landenge von San Blas und der Cordillere von Chepo in der Provinz Panama[27].
- 1864 - Beiträge zu einer Meteorologie und Klimatologie von Mittelamerica. Dresden.
- 1864 - Über die hydrogaphischen Verhältnisse und das Vorkommen der Süßwasserfische in den Staaten Panama und Ecuador. München.
- 1864 - Über einige hypsometrische Arbeiten in den südamerikanischen Anden von Ecuador mit besonderer Berücksichtigung der Umgebungen des Chomborazo und des Cotopaxi[28].
- 1867 - Ueber das Vorkommen von Pfahlbauten. Munich.
- 1867 - Ueber Topographie, Zweek und Alter der Pfahlbauten. Munich.
- 1868 - Die Darwin'sche Theorie und das Migrationsgesetz der Organismen[6].
- 1869 - Ueber die Naturverhälnisse der verschiedenen Linien, Welche für einen Durchstich des zentralamerikanischen Isthmus in Vorschlag sind. München.
- 1870 - Über den Einfluss der geographischen Isolierung und Kolonienbildung auf die morphologischen Veränderungen der Organismen. München.
- 1870 - Naturwissenschaftliche Reisen im tropischen Amerika[29].
- 1871 - Neu Beiträge zur Streitfrage des Darwinismus (Ausland 1871 Nr.13 u. ff.)
- 1872 - Naturwissenschaftliche Streitfragen (Allg. Ztg. 1872 73 74 77 78)
- 1880 - Über die Entstehung der Arten durch Absonderung[30].
- 1882 - Darwinistiche Streitfragen I-IV (Kosmos 1882-1884)
- 1882 - De la formation des espèces, traduit de l'allemand ( O.Doin Paris)
- 1883 - Leopold von Buch und Charles Darwin (Kosmos 1883)
- 1886 - Die Kulturzüchtung des Menschen gegenüber der Naturzüchtung im Tierreich (Kosmos 1886)
- 1889 - Die Entstehung der Arten durch räumliche Sonderung. Basel. Publication posthume.

## Littérature
Dans son ouvrage En Sibérie, l'auteur anglais Colin Thubron relate que Moritz Wagner avait exploré la possibilité que les origines de l'homme se situent dans un environnement froid, plutôt que tropical.